# Gobernación de Nueva Castilla
La gobernación de Nueva Castilla fue una de las dos gobernaciones creadas en 1529 por la Corona de Castilla sobre la costa del océano Pacífico en América del Sur. La gobernación se le adjudicó a Francisco Pizarro para que llevara adelante la conquista del Imperio incaico y su incorporación a la Corona de Castilla.

## Capitulación de Toledo
La gobernación fue creada el 26 de julio de 1529 mediante la Capitulación de Toledo entre Pizarro y la reina consorte Isabel de Portugal en nombre de Carlos I. Abarcaba la sección de Sudamérica comprendida en 200 leguas de meridiano por la costa del océano Pacífico desde el pueblo indígena de Tenempuela (también escrito Teninpulla, Teninpuya o Santiago). Este pueblo se hallaba en la desembocadura del río Santiago (donde se junta con el río Cayapas) en la provincia de Esmeraldas en Ecuador, a 1°13′N 79°03′O / 1.217, -79.050. Pizarro fue nombrado vitaliciamente gobernador, capitán general, adelantado y alguacil mayor de la gobernación.

Primeramente doy licencia y facultad á vos el dicho capitan Francisco Pizarro, para que por nos y en nuestro nombre de la corona real de Castilla, y podais continuar el dicho descubrimiento, conquista, y población de la dicha provincia del Perú, pasta ducientas leguas de tierra por la misma costa, las cuales dichas ducientas leguas comienzan desde el pueblo que en lengua de indios se dice Tenempuela, e despues le llamasteis Santiago hasta llegar al pueblo de Chincha que puede haber las dichas ducientas leguas de costa, poco más o menos.

Entonces se usaba en Castilla la conversión de que cada grado de longitud equivalía a 17,5 leguas, por lo que las 200 leguas equivalían a 11°26' de latitud y alcanzan hasta un punto de la costa del departamento de Áncash al sur de Puerto Huarmey en Perú, a 10°13' S. La capitulación era imprecisa y señalaba como su límite sur al pueblo de Chincha (hoy Chincha Alta) que se halla a 13°27′S 76°08′O / -13.450, -76.133 en el departamento de Ica, pero que se halla a casi 56 leguas al sur del límite de las 200 leguas. Al este el límite quedaba también impreciso ya que España y Portugal no se ponían de acuerdo sobre cuál era el meridiano de la demarcación del Tratado de Tordesillas, que luego la primera fijó en el de 46°37’O.
El territorio adjudicado correspondía en gran parte a la Amazonia y comprendía una salida al océano Atlántico en la desembocadura del río Amazonas. Abarcaba parte de Brasil, la mayor parte del Ecuador y de Perú, el extremo sur de Colombia y el extremo norte de Bolivia. Hacia el norte limitaba con la Tierra Firme y hacia el este con la provincia portuguesa de la Santa Cruz del Brasil. El mismo día fue firmada otra capitulación con Simón de Alcazaba y Sotomayor, al que se le concedió la Gobernación de Nueva León, de 200 leguas de latitud desde el pueblo de Chincha hacia el sur.

## Nuevos límites
Operada ya la conquista del Imperio inca, y al no haber podido constituirse la gobernación de Nueva León, en mayo de 1534 el emperador Carlos I de España despachó varias cédulas modificando la división de 1529, dividiendo la América española al sur del río Santiago en cuatro gobernaciones. Cada una de estas gobernaciones cortaba transversalmente a Sudamérica desde la costa del océano Pacífico hasta la costa atlántica o la línea de Tordesillas. La más septentrional siguió siendo la de Nueva Castilla, en la cual Pizarro obtuvo el 4 de mayo de 1534 una ampliación a 270 leguas que llevaba el límite más al sur del pueblo de Chincha hasta los 14°13' S en la bahía de Paracas.

En lo que Hernando Pizarro en vuestro nombre nos suplicó vos mandase prorrogar los límites de vuestra gobernación hasta setenta leguas que entra los caciques Coli y Chepi atento los servicios que nos aveis hecho y esperemos que nos hareys de aquí adelante y por vos hacer merced he tenido por bien de vos alargar los límites de vuestra gobernación la tierra de estos caciques con que no exceda de setenta leguas de lengua de costa...

Con esta ampliación quedaba subsanado el problema de haberse fijado erróneamente el límite sur en Chincha. Pizarro obtenía además la ciudad del Cuzco, situada cerca del límite y que originó una disputa con Diego de Almagro, a quien se había adjudicado la Gobernación de Nueva Toledo confinante por el sur con la de Nueva Castilla.
Durante el reinado de Carlos I las gobernaciones de Nueva Castilla y de Nueva Toledo fueron fusionadas por real cédula firmada en Barcelona el 20 de noviembre de 1542, para crear el Virreinato del Perú.

## Fundación de ciudades

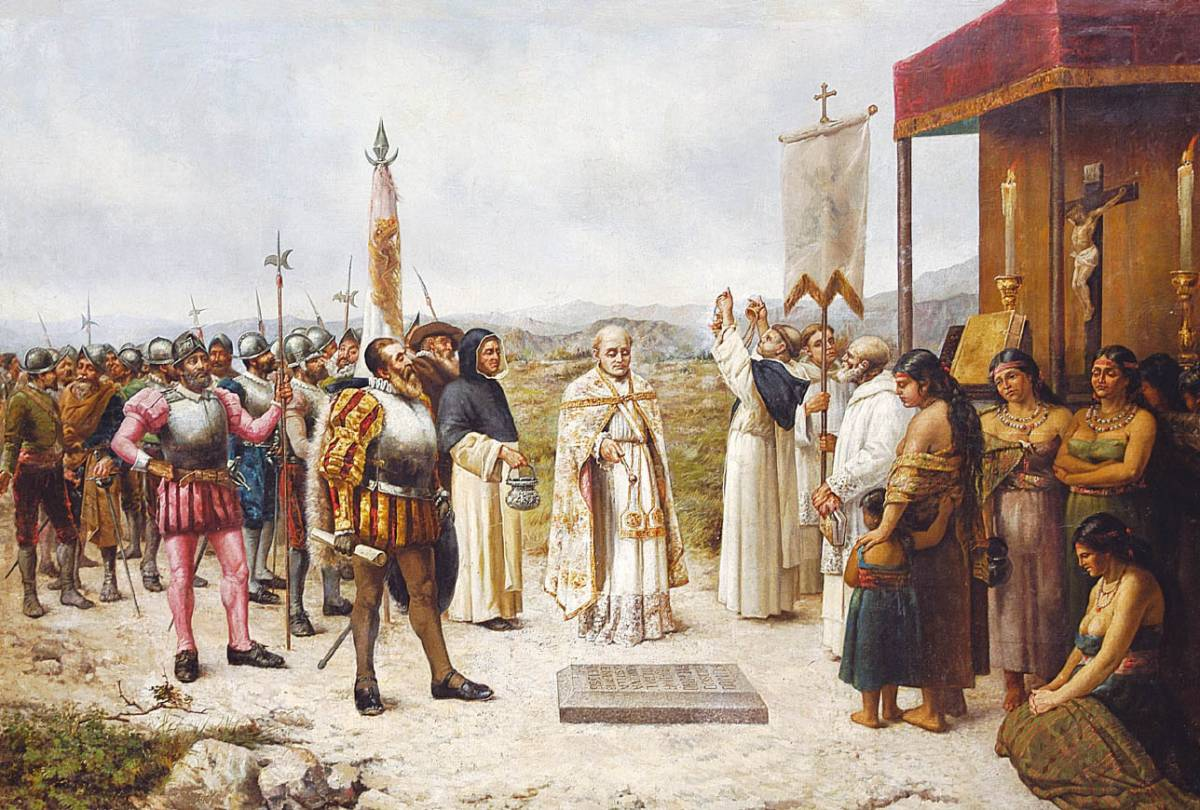
Fundación de Lima. Óleo sobre tela de José Effio (1845-1920) en el Museo Nacional de Antropología, Arqueología e Historia del Perú.

El 15 de agosto de 1532, Francisco Pizarro realizó la fundación española de la ciudad de San Miguel, recibiendo su escudo de armas en 1537. El 23 de marzo de 1534 Pizarro realizó la fundación española de la ciudad del Cuzco, capital del Imperio inca, y el 25 de abril de 1534 fundó su primera capital: Santa Fe de Hatun Xauxa. El 18 de enero de 1535 fundó la Ciudad de los Reyes (Lima), que pasó a ser la nueva capital de la Nueva Castilla. En homenaje a su ciudad natal, el 5 de marzo de 1535 fundó Trujillo. El 12 de marzo de 1535, el capitán Francisco Pacheco realizó la fundación española de la ciudad denominándose a esta nueva conquista como Villa Nueva de San Gregorio de Portoviejo. El 21 de septiembre de 1534 Pedro de Alvarado realizó la fundación española de la ciudad denominándose a esta nueva conquista como Villa Hermosa de San Mateo de Charapotó. El 6 de diciembre de 1534 Sebastián de Belalcázar realizó la fundación española de la ciudad de San Francisco de Quito.